# Biosatellite–3
Biosatellite–3 amerikai biológiai tudományos műhold.

## Küldetés
A misszió célja, hogy mérési eredményeket kapjanak mikrogravitációs környezetben a majom (élő szervezet) agyi (idegi), viselkedési, szív-és érrendszeri, folyadék- és vegyi-egyensúlyi valamint anyagcsere-állapotáról.

## Jellemzői
Tervezte, gyártotta és üzemeltette a NASA.
Megnevezései: Biosatellite–3; Biosatellite D; COSPAR: 1969-056A. Kódszáma: 4000.
1969. június 29-én a Cape Canaveralról (USAF)rakétaindító bázisról, az LC–17A(LC–Launch Complex) jelű indítóállványról egy
Delta–N (539/D70) hordozórakétával juttatták alacsony Föld körüli pálya (LEO = Low-Earth Orbit). Az orbitális egység pályája 92 perces, 33,5 fokos hajlásszögű, elliptikus pálya perigeuma 363 kilométer, az apogeuma 374 kilométer volt. Tömege 542 kilogramm.
A 30 napos program alatt a Bonny (Macaca nemestrina) majomra (egyéb növényekre, sejtekre) ható mikrogravitációs változásokat kívánták vizsgálni. A vizsgálati időben a majom megbetegedett, és az űregység idő előtt, 8,8 nap után visszatérítették a Földre. Visszatérés után 10 nappal a majom elhalálozott. A további három küldetést törölték.
1969. július 7-én földi parancsra belépett a légkörbe és hagyományos – ejtőernyős leereszkedés – módon visszatért a Földre. A kutató kapszulát a levegőben kapta el egy repülőgép.